# Noctua robusta
Noctua robusta là một loài bướm đêm trong họ Noctuidae.